# Uccideva a freddo
Uccideva a freddo è un film del 1967 diretto da Guido Celano (con lo pseudonimo di William First).

## Trama
José Desman uccide il suo capo, per vendicarsi per   la condanna di suo padre in un processo in cui questi era il giudice, e il cacciatore di taglie Walcom si mette sulle tracce di José per catturarlo e consegnarlo alla giustizia.  